# Stéphane Glacier
Stéphane Glacier, né le 30 mai 1970 à  Mantes la jolie , est un pâtissier français, élu Meilleur ouvrier de France en 2000.

## Biographie
Il obtient un C.A.P. de Pâtisserie à Mantes-la-Jolie en 1988 puis en 1990 son brevet de Maitrise en Pâtisserie. Sous-chef Pâtissier à Les Caprices de Paris (1991) il est de 1991 à 1993 Chef Pâtissier chez Noura Traiteur - Paris puis de 1993 à 1995 au Restaurant Tropica de New York.
Professeur à l’École Bellouet (1995-1999) puis de 1999 à 2002 à l'école Lenôtre, il devient en janvier 2002 consultant, démonstrateur, formateur indépendant en Pâtisserie.
En avril 2004, il crée SGP saveurs et créations avec Gaëtan Paris, société de formation, conseil et d’édition d’ouvrage professionnels puis en novembre 2005 Glacier formation et conseil, Société de formation et de conseil.
Coach de l’équipe de France de pâtisserie championne du monde, WPTC à Phœnix les 7 et 8 juillet 2006, il ouvre en mai 2008 la boutique « Pâtisseries et Gourmandises », 66 rue du Progrès à Colombes puis en juin 2011 la Pâtisserie et Gourmandises - L'école destinée aux professionnels et aux amateurs, 20 rue Rouget de l'Isle à toujours à Colombes. Depuis 2021, la pâtisserie a déménagé à Bois-Colombes tandis que l’école est restée à Colombes.

## Concours et prix
- Juillet 2006 - Champion du monde de pâtisserie[1] aux États-Unis,  avec l’équipe de France en tant que coach
- Septembre 2000 - Meilleur ouvrier de France[2] Pâtissier 2000
- Octobre 1997 - Championnat d’Europe de Pâtisserie, Romorantin - France, Trophée Européen Cointreau – 1er prix
- Janvier 1997 - Champion d’Europe du sucre d’art,  Lyon - France
- Septembre 1996 - Trophée Lucien Peltier[3] – Arpajon - France - 1er prix catégorie Pièce Artistique
- Février 1996 - Concours Charles Proust[4] – Paris, France - Médaille de Bronze
- Octobre 1995 - Challenge Jean-Louis Berthelot[5] 1er prix
- Mars 1995 - Concours Chef Pâtissier de l’année aux États-Unis,  New York - Médaille d’argent
- Octobre 1994 - Concours Exposition Culinaire New York – États-Unis,  Concours catégorie sucre – 1er prix

## Coffret Livre + DVD
- Macarons[6], par Stéphane Glacier et Marine Vignes, 2011, Éditions Grund, 1 livre et 1 démonstration filmée.